# Ignacy Walenty Nendza
Ignacy Walenty Nendza (ur. 16 stycznia 1944 w Katowicach, zm. 11 kwietnia 2024 tamże) – polski alpinista, grotołaz, przewodnik górski i działacz harcerski.

## Biografia
Urodził się i wychował na katowickim Wełnowcu. W młodości wstąpił do Związku Harcerstwa Polskiego. Był członkiem Harcerskiego Klubu Taternickiego i Klubu Wysokogórskiego w Katowicach. Pracował zawodowo w Zakładach Wytwórczych Urządzeń Sygnalizacyjnych w Katowicach, m.in. z Jerzym Kukuczką. Pierwsze szlify wspinaczkowe zdobywał na skałkach Jury Krakowsko-Częstochowskiej i w Tatrach. W latach 70. i 80. XX wieku uczestniczył w szeregu wyprawach himalajskich (Lhotse 1979, Makalu 1982, Annapurna) i speleologicznych. Wspinał się w Karakorum, Atlasie, Ałtaju Mongolskim, Andach Patagońskich i na indonezyjskie wulkany Keli Mutu i Merapi.
Za działalność wychowawczą i społeczną odznaczony Złotym i Srebrnym Krzyżem Zasługi oraz Krzyżem „Za Zasługi dla ZHP”. W 2019 roku miasto uhonorowało Ignacego Nendzę Nagrodą im. Józefa Kocurka za działalność społeczną.
Pochowany na cmentarzu przy ul. Józefowskiej w Katowicach.